# French Laurence
French Laurence (* 3. April 1757; † 27. Februar 1809) war ein englischer Jurist, Politiker und ein enger Vertrauter von Edmund Burke, dessen literarische Hinterlassenschaft er auch verwaltete. Laurence war der einflussreichste bürgerliche Politiker seiner Zeit.

## Leben
French  Laurence war der älteste Sohn des Uhrmachers Richard Laurence aus Bath, Somerset und dessen Frau Elizabeth, Tochter von John French, Schneider aus Warminster, Wiltshire. Sein jüngerer Bruder Richard Laurence war von 1814 bis 1822 Regius Professor of Hebrew in Oxford und anglikanischer Erzbischof von Cashel. French besuchte 1769 die Winchester School unter Joseph Warton und studierte am Corpus Christi College der University of Oxford, wo er auch mit dem Lehren begann. Er erhielt seinen Bachelor of Arts am 17. Dezember 1777 und dem Master of Art am 21. Juni 1781. Nach Verlassen der Universität schloss er sich der "Middle Temple"-Anwaltskammer in dem Glauben an, sich für das Common Law entschieden zu haben. Stattdessen widmete er sich dem Civil Law und wurde, nach Erreichen des Doktors of Civil Law (D.C.L.) am 19. Oktober 1787 in Oxford am 3. November 1788 zum College of Advocates zugelassen.
Indem er sich durch die Vorbereitung der versuchten Absetzung des früheren Generalgouverneurs von Indien, Warren Hastings, als außerordentlich nützlich für Burke erwies, blieb er auch nach der Ablehnung der Absetzung 1788 als Berater, gemeinsam mit William Scott. Er selbst spielte bei den Vorgängen in Westminster Hall nur eine beobachtende Rolle, beriet aber im Hintergrund. Seine eigene Anwaltspraxis in der Kirchengerichtsbarkeit und den Admiralty Courts wuchs aber ab dieser Zeit schnell. Er behielt sein vertrautes Verhältnis mit Burke bis zu dessen Tod und wurde der Nachlassverwalter für dessen literarisches Werk.
1776 wurde er mit Unterstützung von William Henry Cavendish-Bentinck in der Nachfolge zu Thomas Francis Wenman zum Regius Professor of Civil Law ernannt. Noch im selben Jahr wurde er, unterstützt von Burke und William Fitzwilliam für den Wahlkreis Peterborough in das House of Commons gewählt.
Seine Reden im Parlament folgten stets Burks Vorgaben, außer in Angelegenheiten des Völkerrechts. In seinem Widerstand gegen die Union mit Irland bestand er darauf, dass Burke, würde er noch leben, dies ebenso tun würde. Laurence wurde Mitglied eines 1806 zusammengestellten Komitees, dass die Anklage gegen Henry Dundas vorbereitete, den letzten Fall dieser Art. Er wurde Kanzler der Diözese von Oxford und Richter in den Admiralty Courts der Cinque Ports.
Er verstarb unerwartet am 26. Februar 1809, während eines Besuchs bei seinem Bruder in Eltham, Kent und wurde in der Kirche von Eltham beigesetzt, wo eine Marmortafel in seinem Gedenken angebracht wurde. Laurence heiratete nie. Seine Freizeit verbrachte er entweder in Gesellschaft, er war Mitglied im Eumélean Club, oder mit Schreiben.

## Literarisches Werk
Während seines Studiums der Rechtswissenschaften schrieb Laurence politische Balladen zur Unterstützung von Charles James Fox Kandidatur für Westminster 1784. Er war Mitautor der Rolliad, einem satirischen Werk zur Politik, zu deren beiden Teilen er beitrug.
Seine Briefe an Burk wurden von seinen Brüdern 1827 unter dem Titel The Epistolary Correspondence of the Right Hon. Edmund Burke and Dr. French Laurence, in London veröffentlicht. Sein poetischer Nachlass wurde zusammen mit dem seines Bruders Richard 1872 in Dublin veröffentlicht und enthielt einige Oden, einige wenige Sonette und einige Übersetzungen aus dem Griechischen, Lateinischen und Italienischen. Laurence war häufig Autor von Artikeln im Gentleman’s Magazine. Seine Versuche in Theologie erschienen 1810 als Critical Remarks on Detached Passages of the New Testament, particularly the Revelation of St. John in Oxford, herausgegeben durch seine Brüder.